# Helmut Thaler
Helmut Thaler (Imst, 22 gennaio 1940) è un ex slittinista austriaco.

## Biografia
Gareggiò per la nazionale austriaca sia nel singolo che nel doppio, ottenendo tutti i suoi più importanti risultati nella specialità biposto inizialmente insieme a Herbert Thaler e dal 1961 in coppia con Reinhold Senn.
Prese parte a due edizioni dei Giochi olimpici invernali: ad Innsbruck 1964 vinse la medaglia d'argento nel doppio ed a Grenoble 1968 colse la quattordicesima piazza nel singolo.
Prese parte altresì a nove edizioni dei campionati mondiali, ottenendo come migliore risultato la medaglia d'argento a Garmisch-Partenkirchen 1960 nel doppio, mentre nel singolo il suo risultato più importante fu il settimo posto ad Imst 1963. Nelle rassegne continentali vinse la medaglia d'argento nel doppio a Schönau am Königssee 1967.
Si ritirò dalle competizioni dopo i campionati europei sulla pista di casa di Imst 1971.

## Palmarès

### Olimpiadi
- 1 medaglia:
  - 1 argento (doppio a Innsbruck 1964).

### Mondiali
- 1 medaglia:
  - 1 argento (doppio a Garmisch-Partenkirchen 1960).

### Europei
- 1 medaglia:
  - 1 argento (doppio a Schönau am Königssee 1967).